# Teterboro Airport
Teterboro Airport (IATA: TEB, ICAO: KTEB, FAA LID: TEB) är en affärsflygplats i norra New Jersey, USA. Den drivs av Port Authority of New York and New Jersey som också driver passagerarflygplatserna Newark Liberty International Airport, LaGuardia Airport och John F. Kennedy International Airport. Teterboro Airport har över 1100 anställda och spelar en viktig roll inom privatflyget.